# Língua yidgha
Yidgha (nq|یدغہ) é uma língua Iraniana Oriental do grupo das línguas pamir falada no vale superior de Lotkoh (Tehsil Lotkoh) do Distrito de Chitral na província Khyber Pakhtunkhwa do Paquistão. O yidgha é bem semelhante à língua munji falado no lado afegão da fronteira.
A área de Garam Chashma tornou-se importante durante a Guerra do Afeganistão (1979–1989) porque os soviéticos não conseguiram impedir o fluxo de armas e homens para frente e para trás no Passo de Dorah que separa Chitral do Badaquexão no Afeganistão. Quase toda a população de língua Munji do Afeganistão fugiu pela fronteira para Chitral durante a Guerra no Afeganistão.

## Estudos
A língua Yidgha não foi estudada seriamente por linguistas, exceto que ela é mencionada por Georg Morgenstierne (1926), Kendall Decker (1992) e Dr. [Badshah Munir Bukhari (2005). Uma descrição conjunta de 280 páginas do Yidgha e do Munji (fonética e gramática descritiva e histórica, glossário com etimologias onde possível) é fornecida por Morgenstierne (1938).
O lingüista norueguês Georg Morgenstierne escreveu que Chitral é a área de maior diversidade lingüística do mundo.  Embora a  Khovar seja a língua predominante do Chitral, mais de dez outras línguas são faladas aqui. Estes incluem Kalasha-mun, [língua palula|[Palula]], Dameli, Gawar-Bati, Nuristani, a própria Yidgha,  Burushaski,  Wakhi,  Quirguiz e  Pashto. Uma vez que muitas dessas línguas não têm forma escrita, as cartas são geralmente escritas em Urdu.